# Music from The 3D Concert Experience
Music from the 3D Concert Experience là album nhạc phim thứ hai của bộ ba người Mỹ Jonas Brothers. Album được phát hành vào ngày 24 tháng 2 năm 2009 trước khi bộ phim hòa nhạc của họ được phát hành. Album này được dự đoán là sẽ dẫn đầu bảng xếp hạng album Billboard 200 nhưng thực tế nó chỉ ra mắt tại vị trí thứ 3.

## Tiếp nhận
| Đánh giá chuyên môn | Đánh giá chuyên môn |
| Nguồn đánh giá      | Nguồn đánh giá      |
| Nguồn               | Đánh giá            |
| ------------------- | ------------------- |
| Allmusic            | [ 1 ]               |

Allmusic chấm cho album 3/5 sao. Họ cho rằng album này không hay bằng Hannah Montana & Miley Cyrus: Best of Both Worlds Concert của Miley Cyrus.

## Danh sách bài hát
| STT              | Nhan đề                                 | Sáng tác                               | Thời lượng |
| ---------------- | --------------------------------------- | -------------------------------------- | ---------- |
| 1.               | "That's Just the Way We Roll"           | Jonas Brothers, William McAuley        | 4:06       |
| 2.               | "Hold On"                               | Jonas Brothers                         | 2:47       |
| 3.               | "BB Good"                               | Jonas Brothers, John Taylor            | 4:15       |
| 4.               | "Video Girl"                            | Jonas Brothers                         | 3:03       |
| 5.               | "This Is Me" (với Demi Lovato)          | Julie Brown, Paul Brown, Regina Hicks  | 3:23       |
| 6.               | "Hello Beautiful"                       | Jonas Brothers                         | 3:14       |
| 7.               | "Pushin' Me Away"                       | Jonas Brothers                         | 3:39       |
| 8.               | "Should've Said No" (với Taylor Swift)  | Taylor Swift                           | 4:06       |
| 9.               | "I'm Gonna Getcha Good"                 | Robert John "Mutt" Lange, Shania Twain | 4:01       |
| 10.              | "S.O.S."                                | Nick Jonas                             | 2:32       |
| 11.              | "Burnin' Up"                            | Jonas Brothers                         | 5:42       |
| 12.              | "Tonight"                               | Jonas Brothers, Garbowsky              | 3:30       |
| 13.              | "Live to Party"                         | Jonas Brothers                         | 3:08       |
| 14.              | "Love Is On Its Way" (Studio Recording) | Jonas Brothers, Kevin Jonas Sr.        | 3:44       |
| Tổng thời lượng: | Tổng thời lượng:                        | Tổng thời lượng:                       | 51:17      |

## Xếp hạng
| Bảng xếp hạng (2009)         | Vị trí cao nhất | Chứng nhận |
| ---------------------------- | --------------- | ---------- |
| Australian ARIA Albums Chart | 92              |            |
| U.S. Billboard 200           | 3               |            |
| Brazil - ABPD                | -               | Vàng       |